# شهرستان بای‌ترک
شهرستان بای‌تِرِک (به قزاقی: Бәйтерек ауданы، بايتەرەك اۋدانى) یک شهرستان  در قزاقستان است که در استان قزاقستان غربی واقع شده‌است. شهرستان بای‌تِرِک ۵۴٬۸۳۱ نفر جمعیت دارد.